# Therese Rosenberg
Therese Rosenberg (1757 in Linz – nach 1813) war eine österreichische Theaterschauspielerin.

## Leben
Über ihr künstlerisches Leben ist nichts bekannt. Verheiratet war sie in erster Ehe mit dem Schauspieler Johann Christoph Kaffka (1759–1818), in zweiter Ehe mit dem Schauspieler Karl Heinrich Friebach (1739–1796), in dritter Ehe mit dem Schauspieler Carl Czechtitzki (1759–1813) und in vierter Ehe mit Ferdinand Polawsky (1779–1844).